# Bernard Jackman

a Compétitions nationales et continentales officielles uniquement.

b Matchs officiels uniquement.
Dernière mise à jour le 10 décembre 2018.
Bernard James Jackman, né le 5 mai 1976 à Tullow en Irlande, est un joueur de rugby à XV. Évoluant comme talonneur en équipe d'Irlande jusqu'en 2008, il se reconvertit en tant qu'entraîneur par la suite.

## Biographie
Il remporte le Challenge européen en 2002, la Celtic League en 2008 et la Coupe d'Europe en 2009. Il a sa première cape internationale, le 12 juin 2005 à l’occasion d’un test match contre l'équipe du Japon. Jackman est pré-sélectionné pour participer à la coupe du monde de rugby 2007 mais il n'est pas sélectionné parmi les 30 joueurs irlandais pour participer à la coupe du monde 2007. 
En 2011, il intègre le staff de Fabrice Landreau au FC Grenoble en tant qu'entraîneur de la défense. Il s'implique également sur l’aspect offensif du projet de jeu, avec un rôle de coordination sur le jeu général à partir de la saison 2014-2015. En 2016, à la suite du départ de Fabrice Landreau du FC Grenoble, il devient le responsable de l'ensemble du secteur sportif du club. Le 14 mars 2017, le président du FC Grenoble, Eric Pilaud, annonce que Bernard Jackman ne sera plus l'entraîneur du club la saison suivante.
En 2017, il devient entraîneur principal de la province galloise des Newport Gwent Dragons. En décembre 2018, il est limogé par le club à la suite de résultats trop insuffisants sous sa direction sportive : 11 victoires, 2 nuls et 31 défaites.
En mai 2019, Jackman est annoncé comme le nouvel entraîneur en chef du Bective Rangers FC, un club basé à Dublin et l'un des plus anciens clubs de rugby d'Irlande [5].

## Bilan en tant qu'entraîneur
| Saison      | Club        | Division | Poste              | Classement            | Coupe d'Europe | Challenge Européen     |
| ----------- | ----------- | -------- | ------------------ | --------------------- | -------------- | ---------------------- |
| 2014 - 2015 | FC Grenoble | Top 14   | Entraîneur         | 11e                   | -              | Éliminé en poule       |
| 2015 - 2016 | FC Grenoble | Top 14   | Entraîneur         | 10e                   | -              | Éliminé en demi-finale |
| 2016 - 2017 | FC Grenoble | Top 14   | Manager            | 13e, relégation       | -              | Éliminé en poule       |
| 2017 - 2018 | Dragons     | Pro14    | Entraîneur en chef | 6e de la conférence B | -              | Éliminé en poule       |

## Palmarès

### En tant que joueur
- Vainqueur de la Coupe d'Europe en 2009
- Vainqueur de la Celtic League en 2008
- Vainqueur du Challenge européen en 2002

### En tant qu'entraîneur
- Vainqueur du Championnat de France de Pro D2 en 2012